# Nicolai Vallys
Nicolai Vallys (født 4. september 1996) er en dansk professionel fodboldspiller, der spiller som kant og offensiv midtbane for Brøndby IF.

## Fodboldkarriere
Vallys startede sin karriere som ung i klubben BK Skjold, inden han i sommeren 2016 skiftede til Skovshoved IF. Efter 2 sæsoner, forlod han klubben til fordel for 1. Divisionsklubben FC Roskilde. Efter en enkelt sæson i 1. Division skiftede han til Superliga-oprykkerne fra Silkeborg IF.
I den første sæson i Superligaen rykkede Silkeborg ned, men efter en enkelt sæson i 1. Division rykkede Silkeborg tilbage i Superligaen efter en sæson hvor Vallys scorede 8 mål. Nicolai Vallys tegnede sig for 10 mål og 10 assist i Superligaen i sæsonen 2021-2022, hvor Silkeborg IF kom på en 3.plads, og sikrede sig samtidig Tipsbladets pris som ''Forårets Profil''.
I sommeren 2022 havde Vallys stor interesse fra udlandet, samt danske topklubber i form af FCK og Brøndby IF, der var i tovtrækning omkring Vallys' underskrift. Nicolai Vallys nævnte i et interview, i foråret 2022, at han på grund af sin barndom og opvækst på Østerbro sympatiserede med FCK. Derfor var det meget overraskende at Vallys d. 31 August 2022 skrev under på en 4-årig aftale med Brøndby, og dermed valgte ærkerivalerne som sin nye arbejdsgiver, foran FCK.
I sæsonen 2023/2024 blev han nummer 3. på Superligaens topscorerliste med 13 mål, samt nummer 2 på ligaens assist-liste med 8 assister. Hans præstationer for Brøndby sikrede ham hans debut for det danske A-landshold d. 7 September i en 4-0 sejr over San Marino. Senere samme sæson blev Vallys, af både Tipsbladet og Divisionsforeningen, kåret til årets spiller i Superligaen 2023/2024.